# Ovanes Davtjan
Ovanes Davtjan (arménsky: Հովհաննես Դավթյան (Hovhannes Davtyan)), (* 25. listopadu 1983 v Leninakanu Sovětský svaz) je arménský zápasník – judista.

## Sportovní kariéra
S judem začínal v 11 letech. Připravuje se pod vedením Karena Simonjana. V arménské seniorské reprezentaci se pohybuje od roku 2006. V roce 2008 se kvalifikoval na olympijské hry v Pekingu, kde vypadl ve druhém kole. V roce 2012 se kvalifikoval na olympijské hry v Londýně. Formu vyladil velmi dobře, od prvního kola však musel čelit náročnému losu. Ve čtvrtfinále podlehl Italu Elio Verdemu na juko za pasivitu. V opravách neuspěl a obsadil 7. místo. V roce 2016 se kvalifikoval na olympijské hry v Riu a vypadl ve druhém kole s Beslanem Mudranovem z Ruska. Celou svojí sportovní kariéru patří k předním evropským superlehkým vahám, v zápasech využívá především své výškové převahy.

### Vítězství
- 2007 - 2x světový pohár (Moskva, Hamburk)
- 2009 - 1x světový pohár (Moskva)
- 2015 - 1x světový pohár (Záhřeb)

## Výsledky
| Olympijské hry     |    |     |     | úč. |     |     |     | 7. |     |     |     | úč. |  |  |  |  |  |  |  |  |  |
| Mistrovství světa  | —  |     | úč. |     | 3.  | úč. | 7.  |    | úč. | úč. | úč. |     |  |  |  |  |  |  |  |  |  |
| Evropské hry       |    |     |     |     |     |     |     |    |     |     | 7.  |     |  |  |  |  |  |  |  |  |  |
| Mistrovství Evropy | —  | úč. | 2.  | 7.  | úč. | 5.  | úč. | 2. | úč. | 3.  | 7.  | 3.  |  |  |  |  |  |  |  |  |  |
| ME do 23 let       | 5. |     |     |     |     |     |     |    |     |     |     |     |  |  |  |  |  |  |  |  |  |